# Хользунов Віктор Степанович
Віктор Степанович Хользунов (31 січня 1905, місто Царицин, тепер Волгоград, Російська Федерація — загинув 28 липня 1939, похований в Москві) — радянський військовий діяч, комдив, командувач повітряної армії особливого призначення, Герой Радянського Союзу (27.06.1937). Депутат Верховної Ради СРСР 1-го скликання (1937—1939).

## Біографія
Народився в родині робітника. У 1917 році закінчив трикласне приходське училище в Царицині, працював мастильником на лісопильному заводі.
У 1918 році разом з батьком пішов на фронт громадянської війни і в 1919 році брав участь в обороні міста Царицина від білогвардійців. З 1919 по 1922 рік служив у Червоній армії.
З 1922 року працював на лісопильному заводі. Потім був секретарем волосного комсомольського комітету в станиці Глазуновській.
У 1925 році знову поступає на службу в Червону армію. У 1925 році — курсант Ленінградської військово-теоретичної школи льотчиків.
Після успішного закінчення авіаційної школи з 1925 року Віктор Хользунов працював інструктором в школі льотчиків, потім був командиром ланки, загону, ескадрильї, помічником начальника відділу бойової підготовки ВПС Забайкальської групи військ Особливої Червонопрапорної Далекосхідної армії. Командував першим з'єднанням далекої бомбардувальної авіації.
Член ВКП(б) з 1927 року.
У 1928 році закінчив Борисоглібську військову школу льотчиків. У 1933 році закінчив Курси удосконалення начальницького складу при Військово-повітряній академії імені Жуковского. У 1936 році закінчив Вищу льотно-тактичну школу в Липецьку.
До 1936 року служив командиром авіазагону 7-ї Сталінградської військової школи пілотів.
Брав участь у громадянській війні в Іспанії в 1936—1937 роках. Командував ескадрильєю бомбардувальників. За уміле командування авіаційним підрозділом, героїзм і мужність, проявлені у боях, 27 червня 1937 року капітанові Хользунову Віктору Степановичу було присвоєно звання Героя Радянського Союзу з врученням ордену Леніна.
З травня 1937 року командував бомбардувальною авіаційною бригадою, з листопада 1937 року — 1-ю повітряною армією особливого призначення. 7 жовтня 1938 року затверджений членом Військової ради при народному комісарові оборони СРСР.
28 липня 1939 року загинув при проведенні випробувальних польотів. Літак, пілотований Хользуновим, вибухнув в повітрі. Похований в Москві на Новодівочому цвинтарі.

## Звання
- Капітан
- Комбриг (4.07.1937)
- Комдив (1939)

## Нагороди та звання
- Герой Радянського Союзу (27.06.1937)
- Орден Леніна (27.06.1937)
- Орден Червоного Прапора (1937)